# 2. alpinski polk
2. alpinski polk (izvirno italijansko 2° reggimento Alpini) je alpinski polk Italijanske kopenske vojske.

## Zgodovina
Polk je bil nazadnje ustanovljen leta 1992.

## Organizacija
Danes
- polkovno poveljstvo
- poveljniška in logistična podporna četa
- Alpinski bataljon Saluzzo

- 21. alpinska četa
- 22. alpinska četa
- 23. alpinska četa
- 106. minometna četa
- 217. protioklepna četa Val Maira